# أوكولوس ريفت
أوكيلوس ريفت (بالإنجليزية: Oculus Rift)‏ هو جهاز واقع افتراضي عبارة عن شاشة تركّب على الرأس وظهر للمرة الأولى في حملة على موقع كيك ستارتر حيث حصلت الشركة المصنعة على تبرعات وصلت إلى 2.5 مليون دولار من أجل عملية التطوير.

## التطبيقات

### ألعاب الفيديو
ألعاب فيديو تدعم الجهاز:
- سفينة: تطور البقاء
- هاف-لايف 2
- لايف فور سبيد
- بروجكت كارز
- تيم فورتريس 2
- تراكمنيا توربو
- ذا ويتنس